# Crazy Taxi
Crazy Taxi (クレイジータクシー) es el primer videojuego de la saga del mismo nombre creado por Hitmaker y distribuido por Sega. Fue lanzado en su versión arcade en 1999 y para Dreamcast en 2000, posteriormente fue versionado para las consolas PlayStation 2 y GameCube y para PC en el año 2001.
En diciembre de 2023, durante los Game Awards de 2023, SEGA anuncio el regreso de Crazy Taxi, con un título completamente nuevo, el juego aun se encuentra en desarrollo y esta por determinarse la fecha de lanzamiento y en las plataformas en las que estará disponible.

## Jugabilidad
El jugador puede elegir alguno de los cuatro taxistas (Axel, B.D Joe, Gena y Gus) para recoger personas y llevarlas hacia donde indica la flecha de dirección antes que el tiempo se acabe.
El principal objetivo del juego es recoger a los clientes y llevarlos a su destino elegido lo más pronto posible. En el transcurso, se puede ganar dinero mediante la realización de trucos, como contactos con otros vehículos. El jugador se dirige al destino por una gran flecha verde en la parte superior de la pantalla. La flecha no se ajusta sobre la base de los obstáculos, sino que más bien apunta en la dirección general del destino. Una vez que el jugador llega al destino, debe dejarlo dentro de una zona especificada. Cuando se llega al destino, se suman la tarifa del cliente más el total de dinero que el jugador ha ganado, un puntaje se otorga dependiendo del tiempo que el jugador tardó en completar el recorrido. Si el temporizador del cliente se agota antes de que el jugador llega a su destino él salta fuera del taxi. Bajo las reglas de Arcade, el jugador comienza con un plazo inicial de un minuto, que puede ampliarse a través de bonos de tiempo ganado en entregas rápidas. Las versiones de consola también disponen de un modo conocido como Crazy Box, un conjunto de minijuegos que incluyen desafíos tales como recoger y dejar a un número de clientes dentro de un plazo, los bolos utilizando el taxi como una pelota, y hacer estallar los globos gigantes en un campo. La versión arcade del juego incluye sesenta niveles y un adicional de "Original" etapa añadida para las versiones de consola. Ambos niveles están basados en la soleada costa de California, con colinas empinadas y otras semejanzas con San Francisco.
Según el modo que se elija (fácil, medio, difícil), además de variar el tiempo obtenido, también aumenta considerablemente el tráfico, lo que dificulta la circulación.

## Música
En su banda sonora participaron los grupos The Offspring y Bad Religion.

## Guías no oficiales
Los siguientes escritos españoles, publicaron una guía no oficial del juego:
- Revista Oficial Dreamcast N.º 4.
- Screen Fun Nº16.

## Secuelas
Otros juegos de la saga son Crazy Taxi: Catch a Ride, Crazy Taxi: Fare Wars, Crazy Taxi 2 y Crazy Taxi 3: High Roller.